# Volpino Italiano
Volpino Italiano (bogstaveligt talt "lille italiensk ræv"; flertal Volpini) eller Volpino er en italiensk hunderace af typen spidshunde. Den er nært beslægtet med tysk spids, hvortil hører den lille Pomeranian (Zwergspitz).:234

## Historie
Små spidslignende hunde, der ligner den moderne Volpino, er blevet identificeret i en række malerier, hvoraf det tidligste kan være St. Augustine i sit atelier (italiensk: Sant'Agostino nello studio) af Vittore Carpaccio, malet i Scuola di San Giorgio degli Schiavoni i Venedig i 1502. Den florentinske billedhugger Michelangelo havde angiveligt en sådan hund.
I det attende og nittende århundrede var denne type hund almindelig i Toscana, hvor den var kendt som Cane di Firenze og blev brugt som vagthund af hyrder og folk, der kørte med kærrer, og i Lazio, hvor den blev kaldt Cane del Quirinale.:234
Dronning Victoria af Storbritannien besøgte Firenze i 1888 og købte fire hunde af Pomeranian- eller Spitz-typen.:323:216
Den første standard for Volpino Italiano blev udarbejdet af Kennel Club Italiano i 1913, og hundene blev udstillet med en vis succes. Den blev fuldt ud accepteret af Fédération Cynologique Internationale i 1956. I 1960'erne var racen næsten forsvundet og var tæt på at uddø. Nogle få eksempler blev identificeret i 1968, og registreringer blev påbegyndt i 1972.
I perioden fra 2011 til 2019 var nye registreringer i Italien i gennemsnit omkring 160 om året.

## Karakteristika
Volpinoen er en lille hund, der ikke er højere end ca. 30 cm ved manken. Den er nogenlunde firkantet i omridset, kropslængden mere eller mindre lig med højden. Pelsen er lang og står væk fra kroppen. Den er enten ensfarvet hvid eller ensfarvet dyb rød. I den internationale standard tolereres en solid champagne farve også; enhver anden farve betragtes som en defekt.
Det er en af mange racer, der er ramt af arvelig linseluxation, en øjensygdom, der opstår når linsens ophæng (linsetrådene) går i stykker, og som kan forårsage smerte eller blindhed.
Volpino Italiano hører til i FCI under gruppe 5 – Spidshunde og hunde af oprindelig type.
I Danmark er Volpino Italiano en af racerne i af Spidshundeklubben (under Dansk Kennel Klub) sammen med diverse andre spidshunde.

## Trivia
I 2009 blev to tævehvalpe ved navn "Hedehuset's Gemma" og "Hedehuset's Bellina" en del af TV-serien 2900 Happiness. I serien spiller hvalpene rollen som "Doggy", den lille hvide sjældenhed ejet af seriens "Mercedes"